# Lego Marvel Super Heroes 2
Lego Marvel Super Heroes 2 est un jeu vidéo d'action-aventure développé par Traveller's Tales et édité par WB Games, sorti le 14 novembre 2017 sur Xbox One, PlayStation 4 et Windows et le 1er décembre 2017 sur Nintendo Switch. Le jeu a notamment pour thème le voyage dans le temps,.
Il fait suite à Lego Marvel Super Heroes, sorti en 2013.

## Synopsis
Sur Xandar, les Gardiens de la Galaxie repoussent une attaque des forces de Kang le Conquérant qui utilise ses pouvoirs de manipulation temporelle pour faire venir un Céleste. Mais ce n'est que la première étape d'un plan complexe qui vise à fusionner différentes Terres du multivers en une seule, dirigée d'une main de fer par le tyran du futur. Les Avengers des différentes Terres vont devoir s'unir pour vaincre leur nouvel ennemi à travers Chronopolis, une mégalopole née de la fusion des différents univers.

## Système de jeu
Le jeu reprend le système de base des jeux Lego, reprenant les attaques en équipe introduites dans Lego Marvel's Avengers. Les niveaux sont en monde ouvert, regroupant plusieurs versions du multivers Marvel : le Manhattan de l'univers classique, l'Angleterre médiévale, le Wakanda, Nueva York en 2099, Asgard en plein Ragnarok, Sakaar, Hala, New York sous l'empire HYDRA, Manhattan Noir, K'un L'un, Xandar, Lémuria , Attilan, Knowhere, le far-west, le marécage de l'homme chose et l'Égypte antique.

## Personnages
| DLC Gardiens de la galaxie (classique) |
| -------------------------------------- |
| Aleta Ogord                            |
| Charlie-27                             |
| Major Vance Astro                      |
| Martinex                               |
| Starhawk                               |
| Yondu Udonta                           |

| DLC Personnages Hors du Temps |
| ----------------------------- |
| Iron Man 2020                 |
| Lady Spider                   |
| Nosferata                     |
| Captain Assyria               |
| Warmaker                      |
| Hulk 2099                     |
| Daredevil Noir                |

## Accueil
- Canard PC : 5/10[4]
- Famitsu : 32/40[5]
- Jeux vidéo Magazine : 15/20[6]